# حرفية الكتاب المقدس
حرفية الكتاب المقدس أو الكتابيّة هو مصطلح يستخدمه مؤلفين مختلفين بشأن تفسير الكتاب المقدس. يمكن أن يكون المصطلح مساوياً لتعريف القاموس للحرفية: «الالتزام بالحرف الدقيق أو بالمعنى الحرفي»، حيث تعني الحرفية: «وفقًا للمعنى الأساسي الصارم للكلمة أو الكلمات؛ وليس بصورة مجازية».
بدلاً من ذلك، يمكن أن يشير المصطلح إلى الطريقة التاريخية النحوية، وهي تقنية تأويلية تسعى إلى الكشف عن معنى النص من خلال مراعاة ليس فقط الكلمات النحوية، ولكن أيضًا الجوانب النحوية والخلفية الثقافية والتاريخية والنوع الأدبي. وتركز الطريقة على الجانب المرجعي للكلمات في النص دون إنكار أهمية الجوانب الأدبية أو النوع أو أشكال الكلام داخل النص (على سبيل المثال، المثل أو الرمز أو التشبيه أو الاستعارة). لا تؤدي الطريقة بالضرورة إلى اتفاق كامل على تفسير واحد لأي مقطع معطى. يستخدم هذا النهج المسيحي الأصولي والإنجيلي التأويلي للكتاب المقدس على نطاق واسع المسيحيون الأصوليون، عكس الأسلوب التاريخي النقدي لليهودية أو البروتستانتية الرئيسية.

## خلفية
يشير الأصوليون والإنجيليون أحيانًا إلى أنفسهم بأنهم حرفيين أو كتابيين حرفيين. يستخدم علماء الاجتماع هذا المصطلح أيضًا في إشارة إلى المعتقدات المسيحية المحافظة التي لا تشمل فقط الحرفية بل أيضًا مثالية الكتاب المقدس. غالبًا ما يستخدم مصطلح «حرفية الكتاب المقدس» لوصف أو السخرية من النهج التفسيرية للمسيحيين الأصوليين أو الإنجيليين.
تشير دراسة استقصائية أجرتها مؤسسة غالوب عام 2011 إلى أن «ثلاثة من كل عشرة أميركيين يفسرون الكتاب المقدس حرفيًا، قائلين إنه كلمة الله الحقيقية. وهذا مشابه لما قاسه جالوب خلال العقدين الأخيرين، ولكنه انخفض من سبعينيات وثمانينيات القرن الماضي. 49٪ من الأمريكيين يرون أن الكتاب المقدس هو كلمة الله الملهمة، ولكن لا ينبغي أن يؤخذ حرفيًا، وكانت تلك دائمًا النظرة الأكثر شيوعًا في تاريخ استطلاعات جالوب البالغة نحو 40 عامًا، بينما يرى 17٪ أن الكتاب المقدس كتاب قصص قديمة سجلها البشر.»

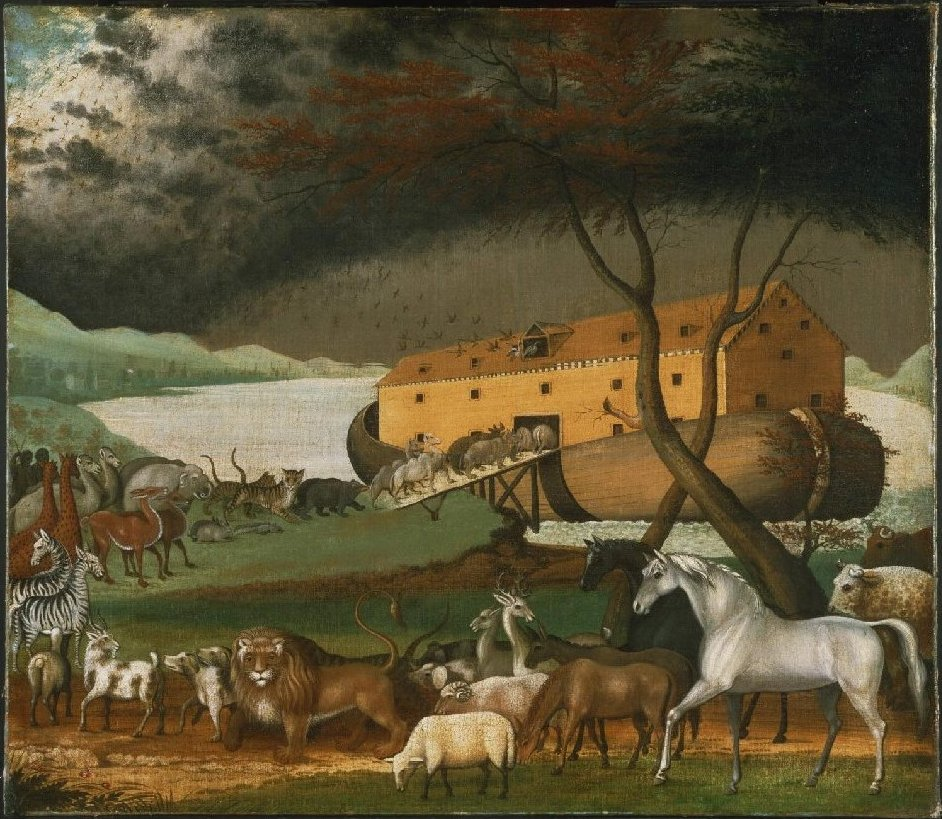
يعتقد الحرفيون التوراتيون أن قصة سفينة نوح (المصورة في هذه اللوحة لإدوارد هيكس) دقيقة تاريخياً.

## نقد علماء المنهجية التاريخية النقدية
لاحظ ستيف فالكنبرج، أستاذ علم النفس الديني بجامعة كنتاكي الشرقية:
«لم أقابل مطلقًا أي شخص يعتقد فعليًا أن الكتاب المقدس صحيح حرفيا. أعرف مجموعة من الناس الذين يقولون إنهم يعتقدون أن الكتاب المقدس صحيح حرفيًا ولكن لا يوجد منهم أحد في الحقيقة حرفي. إذا أُخِذ حرفيا، يقول الكتاب المقدس أن الأرض مسطحة، لها أعمدة، ولن تحرك (مزامير 93: 1، مزامير 96:10، 1 صموئيل 2: 8، أيوب 9: 6). ويقول أن وحوش البحر العظيمة مهيأة لحراسة حافة البحر (أيوب 41، مزامير 104: 26). ...»
كونراد هايرز، أستاذ الدين المقارن في كلية غوستافوس أدولفوس في سانت بيتر بولاية مينيسوتا، ينتقد حرفية الكتاب المقدس كعقليّة:
«لا توجد فقط في الكنائس المحافظة، والمدارس الخاصة، والبرامج التلفزيونية لليمين الإنجيلي، وكمية كبيرة من الكتب المسيحية؛ بل غالبًا ما يجد المرء فهمًا حرفيًا للكتاب المقدس والإيمان لدى أولئك الذين ليس لديهم ميول دينية أو الذين يعادون الأديان في داخلهم، وحتى في الأوساط المتعلمة، فإن إمكانية وجود لاهوتات أكثر تعقيدًا بخصوص الخلق تُحجب بسهولة عن طريق إحراق دمى قش حرفية الكتاب المقدس.»
أجاب روبرت كارجيل الأستاذ في علم الآثار والكتاب المقدس على أسئلة المشاهدين في قناة التاريخ موضحا لماذا ترفض الدراسية الأكاديمية جميع أشكال الحرفية الكتابية:
السبب وراء عدم رؤيتك للعديد من العلماء الموثوقين يدافعون عن «عصمة الكتاب المقدس» هو أنه، مع كل الاحترام، ليس ادعاء صحيحا. الكتاب المقدس مليء بالتناقضات، والأخطاء نعم، فهناك الكثير من التناقضات فيما يتعلق بعدد الأشياء في أسفار صموئيل والملوك وإعادة سردها في سفر أخبار الأيام، ويعترف جميع علماء الكتاب المقدس الموثوق بهم أن هناك مشاكل في النص التوراتي. على مر القرون... ليس السؤال هو ما إذا كانت هناك تباينات أم لا، أو نعم أخطاء، في الكتاب المقدس، ولكن ما إذا كانت هذه الأخطاء تقوض بشكل أساسي مصداقية النص أم لا. حتى أكثر علماء الكتاب المقدس تحفظًا وإيمانًا وإخلاصًا يعترفون بهذه المشاكل في النص، وهذا هو السبب في أننا لا نجد أي علماء يؤمنون بعصمة الكتاب المقدس (على حد علمي) في المعرض.
كتب كريستيان سميث في كتابه لعام 2012، "الكتاب المقدس أصبح مستحيلاً: لماذا حرفية الكتاب المقدس ليست قراءة إنجيلية حقًا للكتاب المقدس:
«إن المشكلة الحقيقية هي نظرية الحرفية الكتابية حول الكتاب المقدس؛ فهي لا تجعل المؤمنين الشباب عرضة للإهانة من قبولهم الساذج لتلك النظرية فحسب، بل إنها غالبًا ما يكون لها أيضًا نتيجة إضافية تتمثل في تعريض إيمانهم للخطر. كثيرا ما تضع حرفية الكتاب المقدس الشباب في زاوية من المستحيل أن يشغلها كثير من أولئك الذين يواجهون مشاكلها فعليًا، عندما يتخلى بعض هؤلاء الشباب عن الحرفية ويمشون عبر الطلاء المبلل، فالحرفية الكتابية مسؤولة جزئيًا عن تلك الخسائر في الإيمان».